# Micythus anopsis
Micythus anopsis är en spindelart som beskrevs av Christa L. Deeleman-Reinhold 200. Micythus anopsis ingår i släktet Micythus och familjen plattbuksspindlar.
Artens utbredningsområde är Thailand. Inga underarter finns listade i Catalogue of Life.